# واهه کاچا
واهه-کارنیک خاچادوریان (به فرانسوی: Vahé-Karnik Khatchadourian) (به ارمنی: Վահե Խաչատրյան) با نام ادبی واهه کاچا (به فرانسوی: Vahé Katcha) (به ارمنی: Վահե Քաչա) نویسنده، فیلم‌نامه‌نویس، روزنامه‌نگار فرانسوی ارمنی‌تبار بود.

## زندگی‌نامه
تحصیلات ابتدایی را در شهر بیروت انجام داد و در سال ۱۹۴۵ به پاریس نقل مکان نمود. کاچا در رشته سینما و کارگردانی از مدرسه سینمایی ایدک فارغ‌التحصیل شد.
وی در سال ۱۹۶۲ بخاطر تهیه دو گزارش ژورنالیستی با عناوین "Pas de pitié pour les aveugles" و "Les cancéreux" برنده Prix Pelman شد.

## کتابشناسی
رمان‌ها
- قرعه برای مرگ
- ته سیگارهای روز یکشنبه (۱۹۵۴)
- چشم در برابر چشم (۱۹۵۵)
- قلاب ماهیگیری (۱۹۵۷)
- کی پیان برنگرد (۱۹۵۸)
- مشت‌های گره کرده
- هشتمین روز باریتعالی
- ضیافت درندگان
- خنجری در این باغ (۱۹۸۱)
- مردی که جشن را برهم زد (۱۹۶۲)
- چوب دست (۱۹۶۳)
- چون دیو برخاستن (۱۹۶۴)
- کشتی میمون‌ها
- با کمال میل
- ملخ درشت (۱۹۶۶)
- گالیا (۱۹۶۷)
- یا بُرد یا باخت
- ده دختری که ظهر برمی‌خیزند
- مرگ یک یهودی (۱۹۶۸
- کاکا سیاهی بر روی مجسمه لینکلن (۱۹۷۰)
- مردی در کوچه رها شده (۱۹۷۵)
- انتقام ارباب‌ها (۱۹۷۷)
- شایعه‌ای که انتشار می‌یابد (۱۹۷۹)

## ترجمه به فارسی
از واهه کاچا آثار زیر به فارسی ترجمه و به چاپ رسیده است:
- خنجری در این باغ: داستان نژادکشی ارمنیان، ترجمۀ قوام‌الدین رضوی‌زاده، تهران: مازیار‏‫، ۱۳۹۴.‬
- قصاص، ترجمۀ ابراهیم صدقیانی، تهران: شرکت انتشارات علمی و فرهنگی‏‫، ۱۳۹۴.‬